# Siis Municipality
Siis Municipality är en kommun i Mikronesiska federationen.   Den ligger i delstaten Chuuk, i den västra delen av landet, 700 km väster om huvudstaden Palikir. Antalet invånare är 490. Siis Municipality ligger på ön Siis Island.